# Odostomia sanctorum
Odostomia sanctorum är en snäckart som beskrevs av Dall och Bartsch 1909. Odostomia sanctorum ingår i släktet Odostomia och familjen Pyramidellidae. Inga underarter finns listade i Catalogue of Life.